# Rågø
Rågø ist eine unbewohnte dänische Insel im Smålandsfarvandet (deutsch Smålandsfahrwasser) nördlich der Insel Lolland. Die Insel gehört zur Kirchspielsgemeinde (dän.: Sogn) Horslunde Sogn, die bis 1970 zur Harde Lollands Nørre Herred gehörte, danach zur Ravnsborg Kommune damaligen Storstrøms Amt, die mit der Kommunalreform zum 1. Januar 2007 in der Lolland Kommune in der Region Sjælland aufgegangen ist. Rågø ist 83 ha groß und hatte noch in den 1930er Jahren ca. 30 Bewohner, die aber bis in die 1960er Jahre alle die Insel verließen.
Die Insel befindet sich seit 1988 im Besitz der Umweltstiftung Aage V. Jensen Naturfond. Ziel des Erwerbs war, die urwüchsige Baum- und Buschvegetation zu bewahren, da Einflüsse durch Windbestäubung von den dänischen Hauptinseln minimal sind. Weideflächen und Strandwiesen dienen Vögeln als Rast- und Brutplätze und sind als Vogelschutzgebiet ausgewiesen.
Segler und Surfer dürfen Rågø bei Tageslicht betreten.